# نعناع مكسيملياني
نعناع مكسيملياني (الاسم العلمي:Mentha maximilianea) هو نوع هجين من النباتات يتبع جنس النعناع من الفصيلة الشفوية.